# Inquinamento

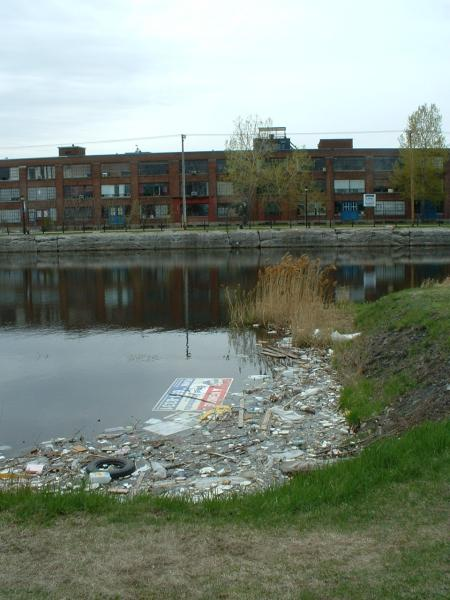
Il Lachine Canal a Montréal

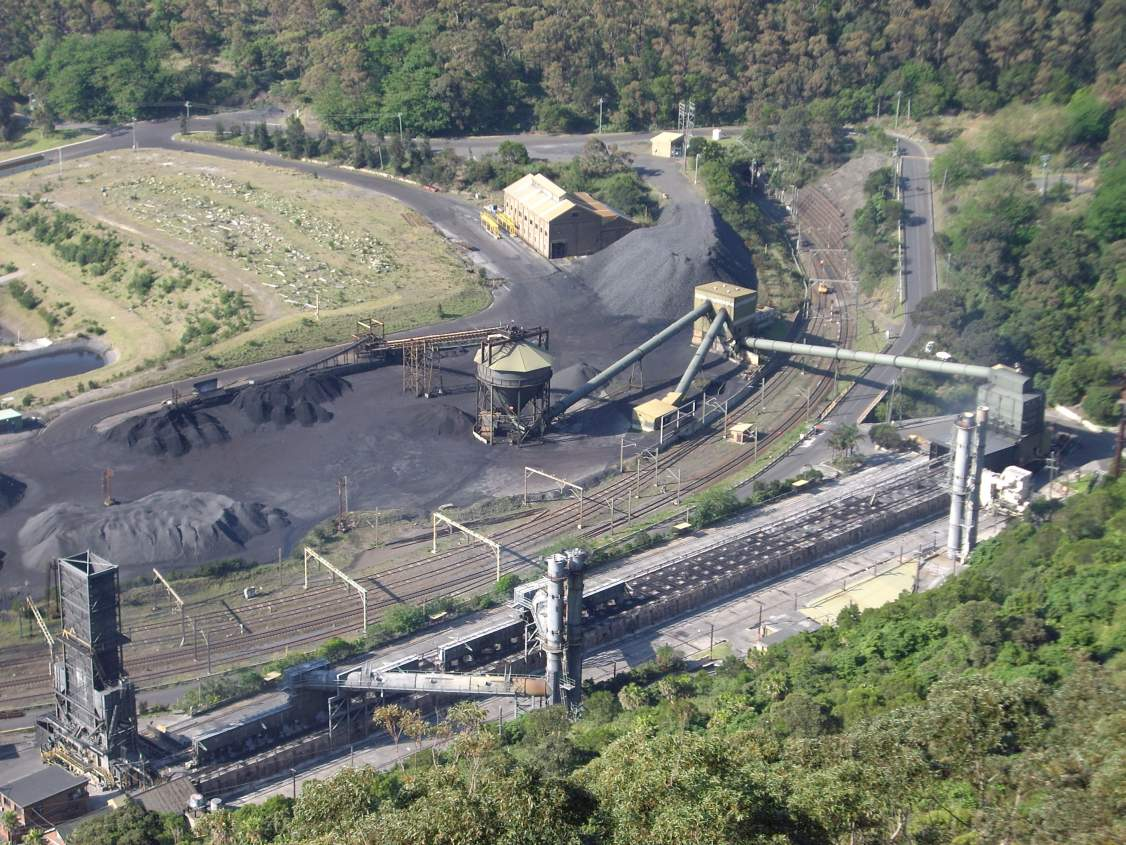
Centrale a carbone in Australia. La combustione del carbone produce anidride carbonica, insieme a quantità variabili di anidride solforosa.

L'inquinamento è un'alterazione dell'ambiente, naturale o dovuta ad antropizzazione, da parte di elementi inquinanti. Esso produce disagi temporanei, patologie o danni permanenti per la vita in una data area, e può porre la zona in disequilibrio con i cicli naturali esistenti. L'alterazione può essere di origini diverse, chimica, fisica o biologica.

## Storia
Atti di inquinamento ambientale hanno, dai tempi antichi, accompagnato le civiltà umane. Secondo un articolo del 1983 sulla rivista Science:
La forgiatura dei metalli, iniziata nel calcolitico, sembra essere un punto di svolta chiave nella creazione di livelli significativi di inquinamento atmosferico esterno; carotaggi dei ghiacciai in Groenlandia indicano un aumento dell'inquinamento associato alla produzione di metallo greco, romano e cinese nell'antichità. 
Con secoli di anticipo sulla prima rivoluzione industriale in Inghilterra, re Edoardo I d'Inghilterra, vietò la combustione di carboni fuoco bituminosi (sea coal, o carbone di mare, era allora un costituente della sabbia di fonderia, differente dal carbone largamente utilizzato in seguito) per editto a Londra nel 1272, dopo che il loro fumo pareva essere diventato un problema.
Il combustibile era così comune in Inghilterra che questo primitivo nome era dovuto al fatto di poter essere raccolto da alcune spiagge fin con carriole.
L'inquinamento dell'aria continuerà ad essere un problema inglese, soprattutto in seguito, durante la rivoluzione industriale, fino al recente passato con il grande smog di Londra nel 1952. La capitale britannica ha registrato anche uno dei primi casi estremi di problematiche legate alla qualità delle acque con la grande puzza sul Tamigi del 1858, che di lì a poco ha portato alla costruzione del sistema fognario londinese.
È stata la rivoluzione industriale che ha comunque dato alla luce l'inquinamento ambientale come lo conosciamo oggi. L'emergere di grandi fabbriche e il consumo di enormi quantità di carbone e altri combustibili fossili ha dato luogo a inquinamento atmosferico senza precedenti, il grande volume di scarichi industriali chimici s'è aggiunto al crescente carico di rifiuti antropici non trattati. Chicago e Cincinnati sono state le prime due città americane a emanare leggi a garanzia di aria più pulita nel 1881. Altre città hanno seguito questo comportamento in tutto il paese fino all'inizio del XX secolo, quando l'Office of Air Pollution, sotto il Department of the Interior, fu attivato.
Eventi estremi per smog sono stati riferiti per le città di Los Angeles e di Donora (Pennsylvania) alla fine del 1940, servendo come un forte richiamo per l'opinione pubblica moderna. L'inquinamento è diventato poi un tema popolare dopo la seconda guerra mondiale, a causa della ricaduta radioattiva dal conflitto atomico in Giappone, e i test precedenti e successivi.
Successivamente a questi fatti, un evento non-nucleare, il Grande Smog del 1952 a Londra, ha ucciso almeno 4000 civili. Ciò ha stimolato alcuni dei primi grandi e moderni modelli di legislazione ambientale, il Clean Air Act del 1956.
L'inquinamento ha cominciato a toccare in modo importante l'attenzione dell'opinione pubblica negli Stati Uniti tra la metà degli anni cinquanta e l'inizio dei settanta, quando il Congresso approvò la legge sul controllo del rumore (Noise Control Act), il Clean Air Act , il Clean Water Act e il National Environmental Policy Act.

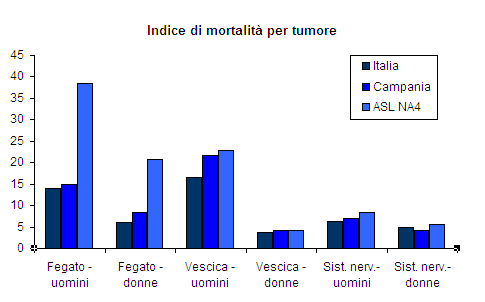
Tasso di mortalità per cancro (annuale, su 100 000 abitanti) nel triangolo Acerra-Nola-Marigliano: The Lancet Oncology, vol. 5, n. 9, settembre 2004, pag. 525-527, Italian “Triangle of death” linked to waste crisis

In Italia la sensibilità pubblica sull'argomento ha ugualmente segnato un picco d'interesse nel secondo dopoguerra.
In val Bormida, il 12 maggio 1956 si svolse una grande manifestazione, che risalì tutta la valle per protestare contro l'inquinamento. 52 persone tra cui figure storiche delle lotte dei contadini della valle vennero arrestate. Nella valle operava l'ACNA (Azienda Coloranti Nazionali e Affini), afferente all'industria EniChem, da cui si riversano per decenni ingenti quantità di SO2, benzene e fenoli sterilizzando una vasta area. Nel 1960 il Ministero dell'agricoltura e delle foreste rinnovò all'ACNA di Cengio la concessione a derivare le acque della Bormida per 70 anni. Nel 1969 venne chiuso l'acquedotto di Strevi, a oltre 100 km di distanza da Cengio: le acque del fiume si tingevano di un colore diverso ogni giorno. Nel 1970 il sindaco di Acqui Terme sporse denuncia contro ignoti per avvelenamento di acque destinate al consumo umano. Nel 1988 un incidente indurrà il Ministro dell'Ambiente Giorgio Ruffolo a decretare una prima chiusura dell'impianto, e definitivamente nel 1997.
Per decenni, particolarmente negli anni settanta, le industrie chimiche della zona di Porto Marghera (EniChem Agricoltura, Agrimont, Montefibre, Montedison in genere), riversano cloruro di vinile, idrocarburi clorurati e metalli pesanti nella laguna. Gravi danni all'ambiente e decine di casi di tumore tra gli abitanti. I responsabili dei fatti, processati negli anni 2000 e con sentenza di cassazione a maggio 2007, godono della prescrizione dei reati commessi (vedi il caso del polo petrolchimico di Porto Marghera).
Il 10 maggio 1976, venne promulgata la Legge Merli, che per prima stabiliva limiti e divieti precisi alle emissioni inquinanti. Fabbriche di diversa natura cominciarono quindi a scaricare i propri rifiuti di notte, a nasconderli nei terreni circostanti, a diluirli per abbassare le concentrazioni. L'ACNA rimane uno dei casi verificati.
Il disastro di Seveso è un altro paletto dell'evoluzione nella coscienza ambientale italiana: l'incidente, avvenuto il 10 luglio 1976, a tre mesi di distanza dalla promulgazione della legge Merli, nell'azienda ICMESA di Meda, provocò la fuoriuscita di una nube di diossina del tipo TCDD, una tra le sostanze tossiche più pericolose esistenti. La nube tossica investì una vasta area di terreni nei comuni limitrofi della bassa Brianza, in particolare Seveso, con seimila residenti esposti ai danni.
A Genova Cogoleto, la Stoppani, azienda operante da decenni sul territorio nel settore del cromo, comprensivo del pericoloso esavalente (Cr6+), risulta inadempiente. Dati della Regionali parlano di 92.000 m³ di fanghi tossici stoccati nella discarica di Pian di Masino contenenti elevatissime quantità di metalli pesanti, mentre l'agenzia regionale protezione ambiente (ARPA) ha trovato concentrazioni di cromo esavalente nelle acque di falda 64.000 volte superiore al limite. Vasto numero di abitanti e lavoratori coinvolti e significativo aumento di mortalità per tumori.
Nel cosiddetto triangolo della morte Acerra-Nola-Marigliano si osserva un anomalo incremento della mortalità, che viene attribuito all'inquinamento causato dallo sversamento illegale di sostanze tossiche di varia provenienza, in particolare dalle industrie del nord Italia, operata da parte della Camorra:
In Italia, per quanto riguarda le acque, la legge 319 del 1976, cd. legge Merli, stabilisce la disciplina degli scarichi nei corpi idrici ricettori e a mare, ripartendo le competenze in materia tra Stato, Regioni ed Enti locali e disponendo una ricognizione generale dello stato di fatto.
Successivamente con la legge 183/1989 per il riassetto organizzativo e funzionale della difesa del suolo sono stati individuati i bacini idrografici dei principali corpi idrici ricettori, di interesse nazionale, regionale ed interregionale e sono state istituite le autorità di bacino ad essi preposte. La legge stabilisce anche le misure che le Autorità di Bacino devono intraprendere per la conoscenza dello stato qualitativo dei corpi idrici e per il miglioramento della loro tutela, considerando anche il servizio idrico urbano come uno dei carichi inquinanti che devono sottostare ai vincoli della tutela dei corpi idrici. La disciplina contro l'inquinamento atmosferico è contenuta nel DPR 203/1988 che ha dato attuazione a 4 direttive europee, emanate a partire dal 1980 e in continua evoluzione.
Nel vecchio continente la Commissione europea ha presentato il 9 febbraio 2007 un progetto di direttiva per condannare in modo uniforme i crimini ambientali all'interno dell'Unione europea. Attualmente la definizione varia notevolmente da uno Stato membro all'altro, con sanzioni spesso ritenuti "insufficienti" da parte della Commissione.
I crimini affrontati da questo progetto sono:
- Emissione illecita di sostanze pericolose;
- Il trasporto illegale di rifiuti;
- Commercio illegale di specie in via di estinzione.

In tutti gli stati la legislazione ha cominciato dalla fine del XX secolo a normare le questioni ambientali, fino ai recenti accordi a livello planetario, come il Protocollo di Kyōto, dell'11 dicembre 1997, sottoscritto da più di 160 paesi in occasione della Conferenza COP3 della Convenzione quadro delle Nazioni Unite sui cambiamenti climatici (UNFCCC). Il trattato è entrato in vigore il 16 febbraio 2005, dopo la ratifica anche da parte della Russia, e la grande assenza degli USA, figuranti tra i pochi grandi paesi non aderenti, responsabili da soli del 36,2% del totale delle emissioni.
Dal 2019 in tutto il mondo il 15 marzo di ogni anno viene effettuato uno sciopero contro l'inquinamento.

## Descrizione
Nonostante alcuni fattori siano inequivocabilmente definibili come inquinanti e inquinamento sia la loro presenza anche in tracce nell'ambiente, come emblematicamente avviene per la TCDD (una delle più nocive diossine), non esiste a priori una sostanza o un qualunque fattore dovuto a agenti fisici, chimici e biologici di per sé inquinante o non inquinante. È la specificità e la dimensione dell'evento che può essere inquinante. Sostanze apparentemente innocue possono compromettere seriamente un ecosistema: Il cloruro di sodio, il comune sale marino, in mare, a concentrazioni di 0.5 mol·l−1 non è ovviamente un inquinante, nelle acque interne dolci ovviamente lo sarebbe; il fluoruro di sodio, nelle concentrazioni marine di 7·10−5 mol·l−1 è necessario, a concentrazioni anche di un solo decimo di quelle marine del NaCl sarebbe letale per la maggior parte delle specie viventi.
È quindi inquinamento tutto ciò che è nocivo per la vita o altera in maniera significativa le caratteristiche fisico-chimiche dell'acqua, del suolo e/o dell'aria, tale da cambiare la salute, la struttura e l'abbondanza degli esseri viventi e/o dei flussi di energia, soprattutto in merito a ciò che non viene compensato da una reazione naturale o antropica adeguata che ne annulli gli effetti negativi totali.
È una forma di contaminazione dell'aria, delle acque e del suolo con sostanze e materiali dannosi per l'ambiente e per la salute degli esseri umani, capaci di interferire con i naturali meccanismi di funzionamento degli ecosistemi o di compromettere la qualità della vita.
Benché possano esistere cause naturali che possono provocare alterazioni ambientali sfavorevoli alla vita, ad esempio i fumi di un incendio di origine naturale, o esalazioni sulfuree di origine geologica, il termine "inquinamento" si riferisce in genere alle attività antropiche. Generalmente si parla comunque di inquinamento quando l'alterazione ambientale compromette l'ecosistema danneggiando una o più forme di vita. Si considerano atti di inquinamento quelli commessi dall'uomo ma non quelli naturali quali appunto emissioni gassose naturali connesse a vulcanismo, dispersione di ceneri vulcaniche, aumento naturale della salinità delle acque.
Tutto può essere inquinante, in base a dosi e modi. In teoria tutte le attività e l'ambiente costruito dall'uomo costituiscono l'inquinamento dell'ambiente naturale, in quanto interagiscono con lo stesso, mutando la sua conformazione originaria. Tuttavia in alcuni casi il costruito può coesistere armonicamente con la struttura naturale, nel senso che non altera gli equilibri preesistenti nell'ambiente naturale o addirittura può contribuire a preservarli. Bisogna però ricordare che anche sostanze apparentemente innocue possono compromettere seriamente un ecosistema: per esempio latte o sale versati in uno stagno. Inoltre ciò che è velenoso per una specie può essere vitale per un'altra: alcune tra le prime forme di vita immisero nell'atmosfera grandi quantità di ossigeno come prodotto metabolico, velenoso per tutte le specie anaerobie allora predominanti.
La definizione di inquinamento dipende dal contesto, ovvero dal sistema naturale preso in considerazione e dal tipo di alterazioni introdotte; ecco alcuni esempi:
- lo sviluppo massiccio di alghe e la conseguente eutrofizzazione di laghi e zone costiere è considerata inquinamento in quanto è alimentata da sostanze nutrienti provenienti da scarichi industriali, agricoli o residenziali;
- L'ossido d'azoto prodotto dall'industria è dannoso, viene considerato forte inquinante in quanto in seguito all'azione fotochimica della luce solare viene trasformato in composti ulteriormente pericolosi;
- le emissioni di diossido di carbonio, peraltro indispensabile alla vita, sono talvolta considerate inquinamento sulla base del fatto che hanno portato a un cambiamento climatico globale, determinato dal fenomeno dell'effetto serra. In ambienti politici di alcuni paesi occidentali, come gli Stati Uniti, si preferisce invece riferirsi al diossido di carbonio con il termine di emissione.

## Classificazione degli inquinanti
In tutti i casi di inquinamento possiamo individuare delle sorgenti, i produttori, e dei recettori. Gli effetti sui recettori sono differenti per diverse concentrazioni e a seconda dei tempi di esposizione che possono essere:
- brevi (secondi-minuti);
- medi (ore-giorni);
- lunghi (mesi-anni).

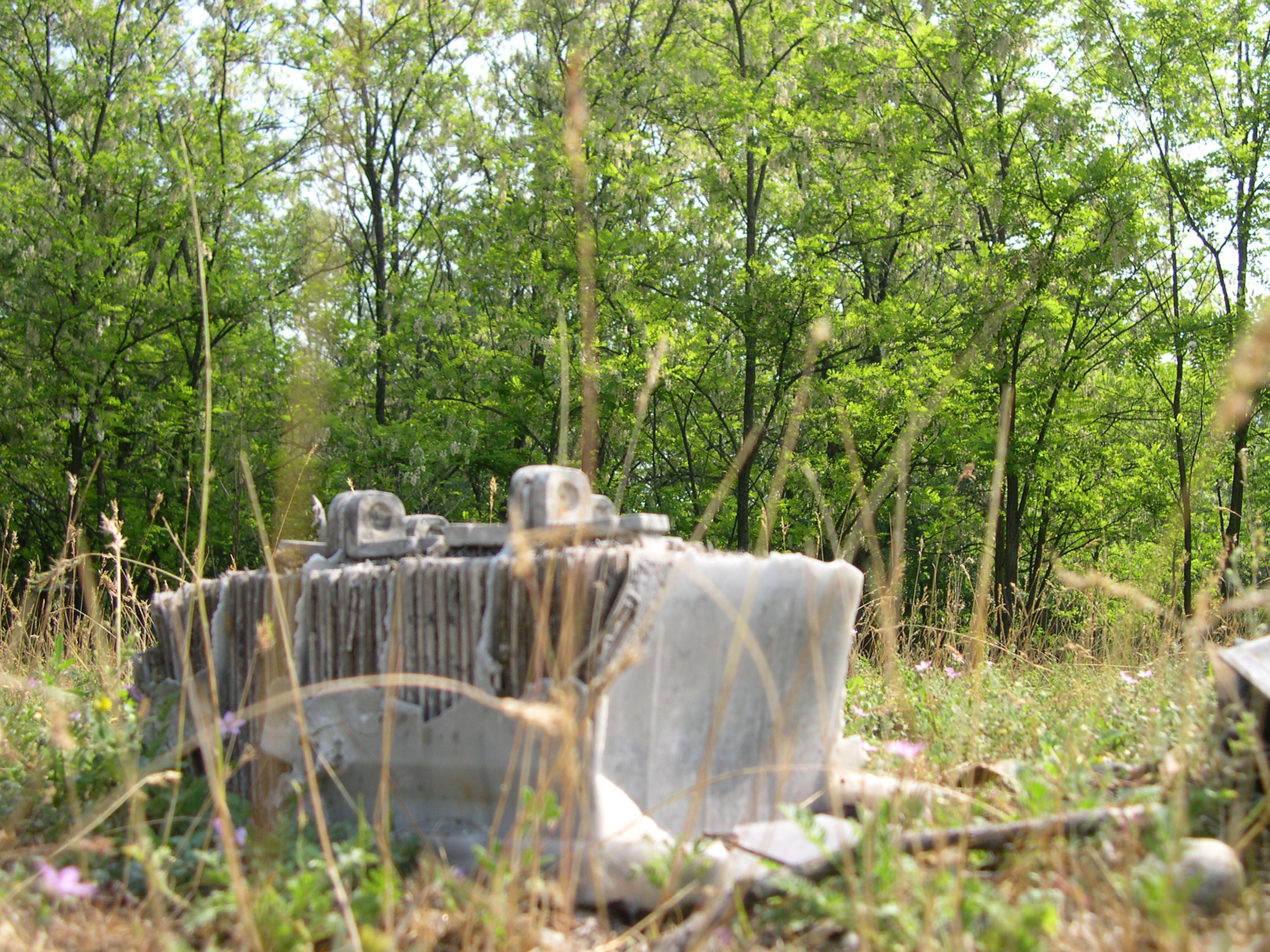
Lamine di piombo di una batteria abbandonata in un parco fluviale

Per quanto riguarda la tossicità acuta, uno dei parametri più utilizzati è la cosiddetta DL50, ovvero la dose che uccide il 50% di individui sottoposti a tale dose, generalmente testata su piccoli animali da esperimento (ratti, topi, conigli), citati nella definizione, come pure citata è la via di somministrazione. Le unità di misura dei DL50 sono milligrammi di sostanza per chilogrammo di peso dell'individuo: si tratta di una misura della tossicità acuta.
In base a questo parametro le sostanze si dividono in:
- scarsamente tossiche (ad esempio l'alcool etilico): DL50 (ratto, orale)= 9500 mg/kg;
- moderatamente tossiche (ad esempio il sale da cucina): DL50 (ratto, orale)= 3000 mg/kg;
- molto tossiche (ad esempio il DDT): DL50 = 113 (ratto, orale) mg/kg;
- super tossiche (ad esempio alcune tossine del botulino): DL50 = 0,0001 mg/kg.

Tra gli elementi e i composti chimici semplici, i più tossici, per ingestione, ci sono:
- bario: dose letale media 250 mg/kg;
- arsenico: dose letale media 45 mg/kg;
- mercurio: dose letale media 23 mg/kg;
- cianuro: dose letale media 10 mg/kg;
- selenio: dose letale media 5 mg/kg;

Dal punto di vista della tossicità cronica, le sostanze possono essere suddivise in:
- Sostanze cancerogene: in grado di provocare tumori. Quantunque molteplici sostanze, in studi correlazionali o in esperimenti di laboratorio su animali, siano risultate correlate alla formazione di tumori,[7] sono relativamente meno quelle che sono state scientificamente dimostrate cancerogene per gli esseri umani; tra esse: fibre di amianto, composti del cromo esavalente, cloruro di vinile, benzo[a]pirene, diossina, catrame, benzene raggi X e raggi UV.
- Sostanze teratogene: in grado di provocare malformazioni sui feti; tra queste: mercurio metile, composti del piombo, alcool etilico, dietilstilbestrolo (DES), talidomide, raggi X.
- Sostanze mutagene: in grado di innescare mutazioni che possono portare al cancro; tra queste: composti di piombo e mercurio, benzo[a]pirene, gas nervino, raggi X e raggi UV

## Aspetti correlati

### Effetti sulla salute
Gli effetti dell'inquinamento sull'apparato respiratorio sono già noti da diverso tempo, ulteriori studi hanno inoltre dimostrato una correlazione fra gas di scarico ed altre patologie di altri apparati: 
- apparato circolatorio: ricercatori scozzesi e svedesi, in uno studio pubblicato nel 2007 sul New England Journal of Medicine, hanno dimostrato un effetto lesivo su pazienti con storia di precedente infarto cardiaco, dopo esposizione a gas di scarico con un aumento dell'ischemia miocardiaca valutabile anche all'elettrocardiogramma;[8]
- sistema nervoso: la sua manifestazione più nota è nel cosiddetto “mal di testa”.Un gruppo di volontari per un'ora hanno respirato gas di scarico riportando oltre alla già note alterazioni respiratorie e circolatorie anche un'emicrania legata ad alterazioni delle funzioni cerebrali misurate attraverso elettroencefalogrammi seriati.[9] Tale fenomeno che perdura anche dopo oltre mezzora dall'allontanamento della fonte inquinante, interferisce anche nel processo di acquisizione delle informazioni e con i processi della memoria;
- apparato oculare: una persistente lacrimazione da irritazione della congiuntiva si è anche notata durante il periodo invernale e sembra anche questa correlarsi con l'azione irritante degli inquinanti definendola “congiuntivite da traffico”.[10] Alcune sostanze tossiche che si possono trovare nell'atmosfera sono: arsenico, amianto, benzene, tetracloruro di carbonio, cromo, diossano, dibromuro e dicloruro di etilene, metalli pesanti (piombo, cadmio, nichel, arsenico, uranio), nitrosoammine, percloroetilene, idrocarburi policiclici aromatici (IPA), cloruro di vinile, clorofluorocarburi (CFC). Inoltre uno dei maggiori agenti inquinanti presenti nell'aria è il particolato prodotto dalle combustioni, che viene classificato in base al diametro medio delle particelle solide (in micron).

## Le energie alternative
Sappiamo che la Terra non dispone di risorse illimitate, anzi nel caso dei combustibili fossili, ad oggi le fonti energetiche più utilizzate e indispensabili, si presume che il loro esaurimento possa non essere lontano nel tempo.
Inoltre si è realizzato quali problemi relativi all'inquinamento la loro combustione comporti: diffusione di cancerogeni ambientali, piogge acide e effetto serra alcune delle conseguenze. Per tali motivi, da tempo vengono sfruttate e sperimentate fonti energetiche alternative, meno costose se usate in larga scala e soprattutto meno inquinanti. Sono oggi operativi impianti a energia solare o eolica, impianti geotermici, impianti basati sullo sfruttamento delle maree, e impianti che utilizzano l'energia idroelettrica.

## Tipologia
Esistono tanti tipi di inquinamento, suddivisi a seconda dell'elemento inquinante o dell'area inquinata, con frequenti commistioni dovute alla contiguità o alla stretta correlazione degli stessi (l'inquinamento dell'atmosfera si propaga agli spazi confinati, che contribuiscono in proprio; l'inquinamento del terreno percola fino alle falde acquifere).

### Inquinamento globale
L'insieme dei processi fisici, chimici e biologici che regolano l'ambiente del pianeta è detto "sistema Terra". L'uomo fa parte di questo sistema e condiziona fortemente il suo funzionamento. A causa dei comportamenti umani sono in atto numerosi cambiamenti globali. L'aumento di CO2 ha alterato il ciclo naturale per la riserva di carbonio, intesa come interscambio tra i vari strati della terra e l'atmosfera. Le emissioni di CO2 nei paesi sviluppati sono aumentate dell'8% fra il 1992 e il 2008. Lo scambio di carbonio tra gli oceani e l'atmosfera non è più in equilibrio, per cui l'aumento di CO2 che si dissolve negli oceani rende più acide le acque con implicazioni negative per la fauna marina. Il bilancio degli scambi di carbonio tra l'atmosfera e la vegetazione terrestre è ancora in pari, ma la deforestazione selvaggia, per far posto a colture e infrastrutture turistiche, mette a rischio anche questo interscambio. Intanto l'emissione di gas serra in atmosfera aumenta l'effetto serra naturale aumentando le temperature medie globali provocando lo scioglimento dei ghiacciai, l'espansione termica degli oceani, l'alterazione climatica e l'aumento di fenomeni meteorologici estremi (alluvioni, uragani, ecc.) con conseguente dissesto idrogeologico.

### Suddivisione in base al sito inquinato

#### Inquinamento atmosferico
Si può definire l'inquinamento atmosferico come la presenza nell'atmosfera terrestre, che si propaga all'atmosfera degli ambienti confinati, di tutti gli agenti fisici, chimici e biologici modificanti le caratteristiche naturali atmosferiche potendo causare un effetto dannoso su esseri viventi e ambiente; questi agenti di solito non sono presenti nella normale composizione dell'aria, oppure lo sono ad un livello di concentrazione inferiore. Esempio di inquinanti per ognuna delle tre classi di agenti sono: particolato carbonioso, idrocarburi, spore di antrace.
In genere gli agenti possono influire associando tra loro, anche in maniera sinergica effetti delle diverse classi; un particolato (fisico), può avere effetti anche per la sua composizione (chimica), e per l'adesione superficiale ad esso di allergeni biologici.
L'inquinamento può realizzarsi sia a livello locale che a livello globale.
I principali inquinanti sono:
- ossidi di azoto;
- ossidi dello zolfo (SO2 e SO3);
- ossidi del carbonio (CO e CO2);
- composti organici volatili: idrocarburi aromatici mono e policiclici ed alogenuri organici come i freon;
- ozono;
- radicali liberi (a emivita breve, come prodotto di reazioni chimiche e fotochimica);
- piombo e altri cosiddetti metalli pesanti;
- particolato.
Gli inquinanti hanno un ruolo in molte patologie. Per quello che riguarda l'inquinamento atmosferico le più studiate sono quelle a carico dell'apparato polmonare, cardiocircolatorio e del sistema immunitario; tra le tante: tumori, disturbi del sistema immunitario, allergie, asma.  Tra le principali fonti di rilascio di inquinanti nell'atmosfera si annoverano gli impianti chimici industriali, gli inceneritori, i motori a scoppio degli autoveicoli, le combustioni in genere.

#### Inquinamento idrico
Consiste nella contaminazione dell'acqua, dei fiumi, dei laghi e dei mari derivante da liquami o rifiuti domestici, urbani, chimico industriali o nucleari scaricati nell'ambiente. Oceanografia, idrologia e chimica ambientale sono scienze che cooperano nell'analisi dei problemi ad esso connessi.
Molti legami sono stati dimostrati, con dirette correlazioni, tra inquinamento e malattie. Esistono sindromi che hanno preso il nome da celebri casi di inquinamento: per esempio nell'inquinamento delle acque del mare, la malattia di Minamata in seguito ad un disastro ecologico avvenuto nella città giapponese di Minamata, causata da composti del mercurio.

#### Inquinamento del suolo
Come sopra, in relazione ai suoli, e con il contributo dell'idrogeologia per la ricaduta diretta sulle acque.

#### Inquinamento degli ambienti confinati
Consiste nella valutazione della qualità dell'aria interna e di altri parametri, come quelli acustici ed elettromagnetici.
Inquinamento dell'aria in spazi confinati
Si può definire l'inquinamento degli ambienti confinati, analogamente a quello atmosferico come la presenza nella propria atmosfera, di tutti gli agenti fisici, chimici e biologici modificanti le caratteristiche di base. In genere per quanto riguarda l'aspetto chimico, è ubiquitariamente maggiore, in assenza di interventi specifici, di quello esterno, alimentandosi dell'aria esterna, e contribuendo con l'emissione dei manufatti esistenti o con le fonti interne specifiche (fumo, stoccaggio di prodotti vari, trattamenti delle superfici), nonché provocato dalle più diverse attività.
Per poter dare un valore numerico alla qualità dell'aria diversamente percepita da ogni singola persona, P. Ole Fanger definì una nuova unità di misura: l'OLF che esprime la capacità inquinante di una sorgente prendendo come riferimento l'uomo.
Un OLF corrisponde al tasso di sostanze inquinanti dell'aria emesse da una persona adulta che svolge un'attività sedentaria e possiede una media di 0.7 bagni al giorno.
La quantità di OLF prodotta da una persona seduta è 1 (1 OLF non produce insoddisfazione), se la persona è in movimento genera 5 OLF, se di corsa 11.
Ma non solo muovendosi una persona emette più OLF di quando non sia seduta infatti un soggetto emette ben 25 OLF mentre fuma.
La percezione dell'aria inquinata da una persona normale (1 OLF) è diversa in funzione dei diversi tassi di ventilazione: all'aumentare della velocità di ventilazione si nota un notevole calo della percentuale di insoddisfatti. Si ha circa un 50% di insoddisfatti a circa 3 l/s di aria.
Un'ulteriore precisazione deve essere fatta sul grado Decipol: il Decipol indica l'inquinamento causato da una persona normale (1 OLF) soggetta ad una ventilazione di ventilato da 10 l/s di aria. È pertanto una misura di aria inquinata percepita e vale il rapporto OLF sul rapporto ventilazione come nella formula:
Decipol = OLF / ventilazione
In termini di Decipol, si ottiene un 100% di insoddisfazione con 31.3 decipol.

#### Inquinamento domestico
L'inquinamento domestico è dovuto all'aria viziata, ai vapori, al fumo di sigaretta e all'esalazioni chimiche presenti all'interno delle case. Il 40% dei materiali edili e di pulizia (vernici di mobili, detersivi che sprigionano vapori nocivi anche se chiusi, moquette, tessuti sintetici) possono causare effetti nocivi sugli abitanti. La situazione è ancor peggiore nelle case in cui si trovano impianti di condizionamento mal funzionanti, pericolosi campi elettromagnetici, infiltrazioni da radon. Negli Stati Uniti è stata addirittura scoperta una malattia causata dagli edifici, la quale è stata definita dall'Organizzazione Mondiale della Sanità “Sindrome dell'edificio malato”, che si presenta con vari sintomi come nausee, irritazioni, allergie e dolori alle articolazioni.

#### Inquinamento sul luogo di lavoro
Concerne l'esposizione professionale agli agenti trattati, ad esempio, negli stabilimenti chimici industriali; è la causa delle malattie professionali.

#### Inquinamento urbano
L'inquinamento urbano è dovuto alla concentrazione degli inquinanti presenti nell'aria (gas di scarico delle automobili combinati al clima) e alle caratteristiche urbanistiche.
Una delle strategie finalizzata al miglioramento della qualità dell'aria nelle aree urbane è l'utilizzo di specie arboree, che attraverso la fotosintesi possono fissare la CO2 e immagazzinare l'eccesso come biomassa (carbon sequestration); inoltre attraverso l'ombreggiamento e la traspirazione contribuiscono a mitigare la temperatura dell'aria.

### Suddivisione in base all'agente inquinante

#### Inquinamento chimico
Da sostanze e/o miscele chimiche presenti nell'ambiente, spesso per effetto delle attività umane, in particolare industriali ed agricole, potenziale pericolo per la salute dell'uomo e dell'ambiente. Alcuni esempi:
I metalli pesanti, in senso lato, presenti normalmente nell'ambiente in tracce, come il mercurio il cadmio e il piombo, diventano potenzialmente pericolosi se raggiungono determinate concentrazioni. Casi di avvelenamento da mercurio si sono verificati in tutto il mondo; il caso più noto è quello avvenuto in Giappone negli anni cinquanta (malattia di Minamata) dove il mercurio scaricato nelle acque da uno stabilimento di sostanze plastiche entrò nella catena alimentare, quindi nei pesci e di conseguenza passò alla popolazione locale che viveva fondamentalmente di pesca.
Il cadmio viene adoperato prevalentemente nella fabbricazione di batterie e può passare all'ambiente causando malattie dei reni, del midollo osseo ed enfisemi polmonari.
Il piombo disperso nell'atmosfera, un tempo ad esempio dagli scarichi delle automobili viene assorbito dall'organismo e può danneggiare gravemente i reni e provocare avvelenamento da piombo.
Tra le sostanze chimiche inquinanti più tossiche troviamo le diossine, usate nella produzione di diserbanti. L'inquinamento da diossina causa problemi sanitari a uomini e animali, provoca un aumento considerevole di morti prenatali e nascite di bambini affetti da gravi malformazioni. Tristemente noto è l'episodio (disastro di Seveso) accaduto in Italia nel 1976, a Seveso, dove da un reattore di uno stabilimento per la produzione di triclorofenolo si sprigionò una nube tossica contenente diossina, causando gravi inconvenienti per l'uomo e l'ambiente.

#### Inquinamento fotochimico
Inquinamento da composti chimici la cui formazione è catalizzata dalla luce.

#### Inquinamento acustico
L'inquinamento acustico è l'insieme degli effetti negativi prodotti dai rumori presenti negli ambienti acustici. Il rumore provoca sull'uomo effetti disturbanti non solo per il fisico ma anche per la psiche, condizionando lo studio, il lavoro, lo svago ed il sonno, può provocare lesioni all'orecchio e la perdita parziale o totale dell'udito. Di solito crea senso di stanchezza, nausea, ipertensione, nervosismo, disturbi gastrici, mal di testa, difficoltà a concentrarsi e a dormire, vertigini..

#### Inquinamento elettromagnetico
Il termine mediatico elettrosmog, più correttamente descrivibile come "relazione tra radiazioni elettromagnetiche e stato di salute", congloba una moltitudine di agenti fisici inquinanti e di diverse patologie potenzialmente correlabili. La pletora di interazioni è difficilmente raggruppabile, passando dagli effetti di campi statici (quindi a frequenza zero) di altissima potenza a campi di altissima frequenza anche di bassa potenza coinvolta come le extremely high frequency, la radiazione Terahertz dove, anche se le forze coinvolte sembrano essere piccole, le risonanze non lineari potrebbero consentire alle onde terahertz per decompattare il DNA, ai laser. Molte delle fonti prese in considerazione, al di là degli eventuali effetti negativi sulla salute, possiedono comunque effetti biologici.
L'organizzazione mondiale della sanità, tramite la IARC, International Agency for Research on Cancer classifica i campi elettromagnetici, sia quelli statici che quelli coinvolti nell'uso degli apparati cellulari, sulle cinque categorie previste per gli agenti cancerogeni, come gruppo 2B: possibly carcinogenic to humans, possibile cancerogeno per l'uomo.
L'inquinamento elettromagnetico è legato alla presenza di campi elettromagnetici artificiali, cioè non attribuibili ad eventi naturali (campi elettrici generati da fulmini), ma a campi elettrici prodotti per trasmettere informazioni attraverso la propagazione di onde elettromagnetiche (telefonia mobile-impianti radio-tv), dagli elettrodotti, e da tutti i dispositivi funzionanti attraverso la rete elettrica. Le emissioni di onde elettromagnetiche sono alla base dei sistemi di telecomunicazione, indispensabili per la trasmissione delle informazioni, invece gli utilizzatori di energia elettrica creano dei campi magnetici intorno a loro per via della presenza di cariche elettriche in movimento. Infatti una carica elettrica modifica lo spazio ad essa circostante a tal punto che, se un'altra carica elettrica si trova nello stesso spazio risente di una forza attrattiva o repulsiva; questa modificazione viene definita campo elettrico. Allo stesso modo, una corrente elettrica, generata da cariche in movimento, produce una modifica dello spazio circostante definito campo elettromagnetico.
L'unità di misura del campo elettrico è il Newton/Coulomb, mentre quella del campo magnetico è il Tesla.
I campi elettromagnetici si propagano sotto forma di onde elettromagnetiche.
La frequenza indica il numero di oscillazioni che l'onda elettromagnetica compie in un secondo e l'unità di misura è l'Hertz. Sulla base di questo distinguiamo:
- l'inquinamento elettromagnetico a bassa frequenza (0 Hz - 10 kHz) generato dagli elettrodotti.
- l'inquinamento ad alta frequenza (10 kHz - 300 GHz) generato dagli impianti radio-TV e telefoni cellulari.

Questa distinzione è necessaria in quanto la variazione delle frequenze è legata alle possibili conseguenze sulla salute.
Nelle località in cui si verificano superamenti dei limiti, vengono intraprese azioni di risanamento. In futuro l'adozione di tecnologie a basso impatto consentiranno di raggiungere un buon livello di tutela dell'ambiente.

#### Inquinamento luminoso
Inquinamento da onde luminose, tale da perturbare la percezione dell'ambiente o i fisiologici processi naturali correlati con la luce

#### Inquinamento termico
Inquinamento da aumento della temperatura ambientale; può essere causato sia direttamente dall'uomo (rilasciando calore nell'ambiente) che indirettamente (rilasciando gas clima-alteranti).

#### Inquinamento genetico
Inquinamento da immissione di specie viventi estranee (un esempio noto è stato l'inquinamento genetico della tigre del Bengala), naturali o no, comprese quelle create con l'ingegneria genetica, che spesso entrano in competizione con quelle naturali e/o mutano le delicate interazioni dell'ambiente naturale.

#### Inquinamento radioattivo/nucleare
Inquinamento da sostanze radioattive, radionuclidi o direttamente radiazioni ionizzanti.

### Inquinamento in base ai tipi di attività

#### Inquinamento naturale
Inquinamento si riferisce in genere alle attività antropiche. Esistono cause naturali che possono provocare alterazioni ambientali sfavorevoli alla vita, ad esempio le esalazioni sulfuree di origine geologica o i fumi e i danni di un incendio, se di origine naturale; questo non dimenticando che alcune specie vegetali di conifere, in un remoto passato si sono evolute permettendo ai propri semi di svilupparsi solo in seguito ad un pregresso incendio.
Generalmente si parla comunque di inquinamento quando l'alterazione ambientale compromette l'ecosistema danneggiando una o più forme di vita. Si considerano atti di inquinamento quelli commessi dall'uomo ma non quelli naturali quali appunto quelle connesse a vulcanismo, dispersione di ceneri vulcaniche, aumento naturale della salinità delle acque ecc.

#### Inquinamento agricolo
L'inquinamento agricolo è causato da un uso scorretto ed eccessivo di fertilizzanti e pesticidi. Questi essendo idrosolubili raggiungono le falde acquifere, provocando l'inquinamento del rifornimento idrico di molte città; inoltre non essendo completamente biodegradabili si depositano nei corsi d'acqua favorendo il processo di eutrofizzazione, che porta alla distruzione delle forme di vita presenti.

#### Inquinamento industriale
Una forte presa di coscienza sui problemi causati dall'inquinamento industriale, ed in particolare da cancerogeni, i cui effetti a lungo termine sovrastano quelli acuti, è avvenuta nel mondo occidentale a partire dagli anni settanta. Già negli anni precedenti, tuttavia, si erano manifestati i pericoli per la salute legati allo sviluppo industriale. In Italia la Legge n. 319 del 10 maggio 1976 meglio nota come Legge Merli fu una pietra miliare nelle leggi nazionali per la salvaguardia dell'ambiente.
Venne all'epoca introdotto, per la prima volta, l'obbligatorietà della depurazione di scarichi, industriali e civili, fermando quello che stava diventando un vero e proprio disastro ambientale da scarichi industriali tossici senza regole; si ricordano oltre ai noti e gravi disastri ambientali, le immagini del fiumi Lambro e Seveso e di tanti altri coperti negli anni 1970 da un metro di schiuma, stabile, all'epoca di una esplosione demografica delle città verificatasi senza adeguati e proporzionali sistemi di depurazione delle reti fognarie. In particolare, il Lambro, nel 2010, fu purtroppo vittima, dopo un ottimo, benché tardivo, recupero della qualità delle acque, di un ulteriore tragico episodio, il peggior disastro ambientale della storia del fiume.
Parlando in termini generali, l'inquinamento industriale è causato dallo scarico nel terreno, nell'aria, nei fiumi e nei mari di sostanze tossiche, spesso non biodegradabili, che provengono da lavorazioni diverse e che possono causare danni irreversibili. Alcune di queste sostanze industriali sono: i cianiri (utilizzati per produrre adiponitrile, precursore del nylon, per molte sintesi e per l'estrazione mineraria di metalli nobili), il cadmio (utilizzato in alcune batterie ricaricabili), il mercurio (usato nella produzione di vernici e per l'estrazione mineraria dell'oro), il cromo (residuo dell'industria conciaria e di cromatura). I tossici che le industrie liberano nell'atmosfera, modificano significativamente la composizione chimica dell'aria, con danni a volte irreparabili sia per l'ambiente e gli edifici, sia causando malattie principalmente polmonari, dermatologiche, immunitarie ed epatiche, nonché diverse forme tumorali. Nelle città industrializzate, l'anidride solforosa presente viene trasformata in anidride solforica per attivazione dei raggi solari e successiva ossidazione, causando così la precipitazione di pioggia acida per acido solforico. Come detto, le sostanze inquinanti delle industrie raggiungono anche le acque dei fiumi e dei mari, causando ad esempio nel caso dell'eutrofizzazione un eccessivo sviluppo di alghe e la conseguente moria dei pesci per anossia causata dalla morte e imputridimento delle stesse. I prodotti della pesca, avendo assimilato sostanze chimiche e/o radioattive, possono provocare danni alla salute dell'uomo.

#### Inquinamento militare
I danni che la guerra porta sono enormi anche per la natura e l'ambiente: dalla distruzione degli ecosistemi, all'inquinamento di suolo, aria e acqua, fino all'aumento di anidride carbonica nell'aria che peggiora il riscaldamento globale e inasprisce il cambiamento climatico. Secondo alcuni calcoli le attività militari anche in tempo di pace comportano un'emissione di CO2 pari al 5% di quella prodotta a livello mondiale e la maggior parte del carbonio prodotto dai militari si calcola derivi dall'uso dell'energia nelle basi e dai carburanti utilizzati nel corso delle operazioni, compresi quelli dovuti ad aerei, navi e veicoli di terra.

#### Inquinamento domestico
I rifiuti derivati dai consumi domestici possono rappresentare una cospicua forma di inquinamento, in particolare con l'avvento delle abitudini consumistiche che portano all'aumento esponenziale degli sprechi e del rinnovo costante di oggetti di tutte le categorie merceologiche.

## La tutela giuridica
(George Wald premio Nobel per la medicina, da una sua conferenza tenuta alla radio nel 1970.)
L'agenzia intergovernativa IARC (acronimo di International Agency for Research on Cancer), è l'organismo internazionale, che tra i vari compiti svolti, detta le linee guida sulla classificazione del rischio relativo ai tumori di agenti chimici e fisici. Con sede a Lione, la IARC è parte dell'Organizzazione mondiale della sanità (OMS), o World Health Organization (WHO) delle Nazioni Unite. La IARC conserva una serie di monografie sui rischi cancerogeni di svariati agenti.

### Il principioChi inquina, paga
La Raccomandazione OCSE del 26 maggio 1972, n. 128 enuncia per la prima volta il principio “chi inquina paga”, ma entro certi limiti. In base alle teorie economiche - dalle quali il principio è mutuato - l'inquinamento deve infatti essere considerato una diseconomia esterna (esternalità negativa), ovvero un danno senza risarcimento per la collettività.
A seguito di diverse conferenze ONU, cui la CEE partecipa come organizzazione sovranazionale, il principio "chi inquina paga" si afferma in ambito europeo fino all’emanazione della Direttiva 2004/35/CE sulla responsabilità ambientale in materia di prevenzione e riparazione del danno ambientale.
Questa direttiva stabilisce le norme basate sul principio di “chi inquina paga”.
Ciò sta a significare che un soggetto privato che provoca un danno ambientale ne è responsabile e deve farsi carico e intraprendere le necessarie azioni di prevenzione o di riparazione e sostenerne tutti i costi relativi.
Si crea così il fondamento giuridico di una politica ambientale europea comune e il principio finito per costituire la base della politica fiscale in materia di ambiente di ciascuno Stato.
Attuando questo principio, gli Stati possono avvalersi della cosiddetta leva fiscale.
L’UE, in particolare, fa riferimento a tre categorie di tributi:
- le imposte sulle emissioni, applicate alla dispersione di sostanze inquinanti nell'aria, nell'acqua o nel suolo, nonché alla generazione di rumore riferibili alla quantità ed alla qualità dell'agente inquinante ed ai costi dei danni provocati all'ambiente
- i tributi sullo sfruttamento o sull'utilizzazione di certe risorse, finalizzati alla copertura dei costi di trattamento, di raccolta e di smaltimento, nonché dei costi amministrativi;
- infine i tributi sulla produzione o sul consumo, che si applicano su prodotti dannosi per l'ambiente quando vengono utilizzati in processi industriali, oppure quando vengono consumati.

Il principio "chi inquina paga" rivela diverse finalità e funzioni; in particolare, se ne possono individuare di tre tipi:
1. i costi dovuti dall'inquinamento siano "internalizzati" mediante tributi. Arthur Cecil Pigou[24], fu uno dei primi che teorizzò nel 1920 l’utilizzo di un'imposta per correggere le esternalità negative derivanti dai processi di produzione. Il principio, in particolare, permette di correggere le distorsioni del mercato, per l'uso eccessivo delle risorse naturali; e della concorrenza: se sono gli operatori economici a sopportare i costi dell'inquinamento prodotto, si evita che sia lo Stato a sostenerli, direttamente o attraverso la concessione di aiuti che favorirebbero le industrie (che produrrebbero senza sostenere i suddetti costi) solo di alcuni Paesi creando indebiti vantaggi competitivi;
2. il principio ha anche una funzione preventiva: esso cerca di scoraggiare le condotte pregiudizievoli per l’ambiente e allo stesso tempo promuove tramite incentivi quelle ecologicamente più meritevoli[25];
3. esso persegue anche, come testimonia la stessa Commissione Europea[26], l'obiettivo di reperire del gettito per finanziare, in un'accezione risarcitoria, politiche ambientali nobili, quali ad esempio il ripristino dei danni cagionati, la riduzione delle emissioni CO2 o la tutela di aree naturali e della biodiversità.

Anche se generalmente acclamato il principio del chi inquina paga non è esente da dubbi e critiche, soprattutto nella sua attuazione concreta. Nel dicembre del 2017 il Senato della Repubblica italiana ha adottato un documento di valutazione con l'obiettivo di accertare se il sistema di tassazione ambientale italiano fosse coerente con il principio comunitario del chi inquina paga.
I risultati che emersero sono, però, piuttosto sconcertanti:
- Secondo i dati contenuti nel Catalogo del Ministero dell'ambiente i sussidi dannosi per l'ambiente (SAD) ammontano ad oltre 16 miliardi di euro;
- Le tasse sull'inquinamento contribuiscono in misura pressoché marginale al gettito fiscale ambientale (si tratta di circa l'1% del totale);
- Dodici branche dell'economia (fra le 64 esaminate) pagano imposte ambientali in maniera del tutto marginale rispetto ai costi esterni prodotti;
- Le tasse di circolazione dei veicoli in Italia riguardano la potenza dei motori e non gli effettivi consumi chilometrici
- Infine è interessante notare come gran parte del gettito derivante dalle tasse ambientali è destinato a coprire spese non strettamente ambientali[29].

Anche in molti Stati europei, come in Italia, si registra una limitata applicazione sia degli ecoincentivi sia dei tributi ambientali, costruiti per lo più secondo una logica risarcitoria. Tutto ciò nel contesto di un modello di fiscalità c.d. lineare, che ha essenzialmente una finalità di mero gettito.
L’utilizzo di strumenti non solo di prelievo (tributi disincentivanti) ad es. Energy tax, prelievi sui rifiuti, sulle produzioni impattanti o sulla distruzione di risorse. Si tassa, in sostanza, la causa dello spreco o dell’inquinamento, ma anche di promozione (tributi incentivanti).
Ad es. per le produzioni che assicurino cicli di vita ai prodotti particolarmente duraturi, avvalendosi delle tecniche LCA (life-cycle assestment), che limitino o azzerino la produzione di rifiuti, riducendo l’impiego di risorse scarse o favorendo modelli di simbiosi industriale.
Consentono di perseguire anche la finalità extrafiscale di orientare i comportamenti dei contribuenti e delle imprese in senso favorevole all'ambiente: una fiscalità in questo senso “circolare” può dare piena attuazione al modello dell’economia circolare, parzialmente accolto a livello di legislazione europea –, che mira all’efficiente uso delle risorse. Si rimanda a una spiegazione più approfondita “hyperlink”.
Un'inversione di tendenza a livello italiano lo possiamo avere nel caso della sentenza n. 15 del 2020 della CGUE, in cui il principio “chi inquina paga” assume una valenza di maggiore neutralità, perché si risolve in termini economici. Gli oneri finanziari della gestione post-morte gravano sul detentore di rifiuti perché questi ha prodotto il rifiuto poi conferito in discarica. In questo caso, l’applicazione del principio risulta (o, almeno, così sembra a chi scrive), scevra da un giudizio di (dis)valore. Esso è inteso come strumento afflittivo: la sanzione non si identifica con il “costo” economico dell’inquinamento, ma è irrogata per la non conformità alla disciplina comunitaria (ed infatti, le relative somme non vengono corrisposte alle comunità che hanno subito le conseguente dell’inquinamento, bensì alla Commissione Europea).

### La politica Ambientale a livello Europeo
Pur non essendoci espliciti fondamenti normativi nei trattati comunitari originari le istituzioni europee sono state rilevanti nell’affermazione di una politica ambientale.
Solo con il Trattato di Maastricht nel 1992, viene tutelato l’ambiente e i principi ad esso correlato.
Tra i principi possiamo ricordare:
1. il c.d. principio dell'azione preventiva, in base al quale si deve intervenire prima che siano causati danni ambientali al fine, laddove possibile, di eliminare o almeno ridurre fortemente il rischio che gli stessi si verifichino;
2. Il c.d. principio “chi inquina paga”;
3. il c.d. principio di non discriminazione che, in campo fiscale, si concretizza nel divieto di esercitare la potestà tributaria con arbitrio e irragionevolezza dal momento che il prelievo tributario deve realizzarsi per categorie omogenee di soggetti, indipendentemente da valutazioni di ordine sociale e di equità;

### Italia
In Italia le Agenzie regionali per la protezione ambientale si occupano direttamente della protezione dell'ambiente. La legislazione è di norma conforme alle direttive europee. Il SSN si occupa anche di inquinamento, se in relazione alla salute pubblica, svolgendo tramite apposite strutture attività di prevenzione primaria e di analisi epidemiologica degli effetti dell'inquinamento sulla salute umana. Gli istituti zooprofilattici possono svolgere sempre nell'ambito del SSN analoghe funzioni in relazione a quanto connesso con sanità animale, il controllo della salute, qualità ed eventuale inquinamento degli alimenti di origine animale, eccetera, e varie funzioni possono di volta in volta essere svolte da enti forestali, agrari, e simili.

### Stati Uniti
L'EPA è l'agenzia per la protezione ambientale degli Stati Uniti che dovrebbe stabilire dei livelli di esposizione accettabile ai contaminanti.
Per molte sostanze si stanno discutendo le relative soglie di esposizione, e in alcuni stati più attenti si sono elaborate liste alternative di sostanze pericolose. Ad esempio in California il CalEPA Office of Environmental Health Hazard Assessment ha elaborato fin dal 1986 una lista di sostanze di cui si richiedono informazioni di etichettatura.
Nonostante la legislazione, i livelli di inquinamento negli Stati Uniti rispetto all'Europa sono superiori. Negli Stati Uniti la multa massima per lo scarico di rifiuti tossici è di 25 000 dollari, una cifra che molte grandi industrie possono permettersi di affrontare senza per questo essere costrette a prendere provvedimenti di abbattimento degli inquinanti.

### Tipi di inquinamento
- Inquinamento atmosferico
- Inquinamento radioattivo
- Inquinamento del suolo
- Inquinamento idrico
- Inquinamento acustico
- Inquinamento luminoso
- Inquinamento termico
- Inquinamento elettromagnetico
- Inquinamento fotochimico
- Inquinamento causato dalla plastica